# Lorenzo Pagans e Auguste de Gas
Lorenzo Pagans e Auguste de Gas è un olio su tela del pittore francese Edgar Degas, realizzato intorno al 1869 e conservato al Musée d'Orsay di Parigi.

## Descrizione
Auguste De Gas, oltre a essere stato un padre illuminato in grado di valorizzare precocemente il talento artistico del figlio (Degas, infatti, debbe molto ai suoi consigli di meditare con attenzione sull'arte degli antichi maestri), era un uomo colto e raffinato che si occupava di musica con amore ed entusiasmo. Egli era infatti un organista dilettante ed era solito organizzare serate musicali, alle quali veniva spesso invitato Lorenzo Pagans, un giovane artista spagnolo residente a Parigi in quegli anni.
Sono proprio Lorenzo ed Auguste i protagonisti di questa tela degassiana. Lorenzo Pagans è in primo piano ed è intento a suonare la chitarra: la mano sinistra è posizionata sulla sommità del manico dello strumento, mentre quella destra ne pizzica le corde, producendo così una dolce melodia. È elegantemente vestito ed ha la bocca semiaperta: evidentemente, sta accompagnando la musica con il proprio canto. Sul retro scorgiamo invece Auguste De Gas, con la schiena ricurva, i baffi bianchi e l'ampia fronte ormai calva: la senescenza sta ormai avanzando, e anche il suo sguardo pacato e meditativo tradisce una certa stanchezza. I corpi di ambedue gli uomini sono rivolti verso l'esterno, dove immaginiamo esserci un pubblico.
Questo ritratto, così come gli altri eseguiti da Degas in questi anni, documentano perfettamente quell'«ansia da citazione» propria di un Degas che rielabora in uno stesso dipinto numerose maniere diverse. In Lorenzo Pagans e Auguste de Gas, infatti, si avverte un chiaro rimando allo spagnolismo, tema assai amato dall'amico Manet che lo aveva consacrato in una delle tele degli esordi, Il chitarrista spagnolo. L'opera, tuttavia, è sensibile anche alle istanze realiste teorizzate da lì a qualche anno dal critico Edmond Duranty, il quale teorizzò che l'ambiente di un dipinto influenza positivisticamente le figure che vi sono situate. È questo il caso del Lorenzo Pagans e Auguste de Gas, dove i due uomini – al di là delle connotazioni fisiognomiche e dell'azione che stanno compiendo – riflettono squisitamente il carattere sobrio e familiare della camera circostante. La stanza dove si trovano, in effetti, è molto accogliente, e si vedono alcuni dipinti appesi alle pareti e alcuni spartiti musicali casualmente poggiati su un pianoforte.